# Club alpin germano-autrichien
Le Club alpin germano-autrichien (en allemand : Deutscher und Österreichischer Alpenverein, DuOeAV) était un club alpin issu de la fusion du Club alpin allemand et du Club alpin autrichien en 1873, rassemblant les alpinistes germanophones et ladinophones de l'Allemagne et de l'Autriche. Il est responsable de l'essor touristique des Alpes par la gestion et l'entretien de plusieurs sentiers et refuges de montagne.
L'association a été dissoute et rattachée à la Fédération nationale-socialiste pour l'éducation physique après l'Anschluss de l'Autriche par l'Allemagne nazie en 1938.

## Histoire
Le Club alpin autrichien (Oesterreichische Alpenverein, OeAV) est fondé en 1862 autour de la section de Vienne en tant que première association d'alpinisme sur le continent européen et donc la deuxième plus ancienne au monde après l'Alpine Club britannique. L'assemblée constitutive a eu lieu le 19 novembre 1862 dans l'espace de l'Académie autrichienne des sciences ; l'association se fixe pour objectif d'effectuer des recherches scientifiques sur les Alpes autrichiennes. Depuis le début, cette orientation a donné lieu à de nombreuses critiques.
Sur cette toile de fond, le Club alpin allemand (Deutscher Alpenverein, DAV) est fondé le 9 mai 1869 à Munich, avec l'ambition de représenter tous les sections sur les territoires de l'ancienne Confédération germanique au sens de la solution grande-allemande. Les fondateurs sont pour la plupart des membres mécontents du Club alpin autrichien, fondée sept ans auparavant, qui souhaitent soutenir le développement touristique des Alpes non seulement moralement et académiquement, mais aussi activement, par exemple en construisant des cabanes et des sentiers.
Sur proposition du curé de la paroisse de Vent dans l'Ötztal, Franz Senn (1831–1884), les deux associations décident de fusionner en 1873 pour former le Club alpin germano-autrichien à partir du 1er janvier 1874. Comme le Club alpin allemand, cette nouvelle association a une orientation fédéraliste et est divisée en sections indépendantes. À partir de 1891, les glaciers de la région sont alors régulièrement mesurés. En 1918, le club alpin a reçu 40 km2 de terrain dans la région du Großglockner-Pasterze de l'industriel du bois de Villach Albert Wirth, qui a ensuite formé la base du parc national des Hohe Tauern. En 1927, les statuts ont été élargis pour mettre l'accent sur le travail de préservation de l'originalité et de la beauté de la haute montagne.
Au sens politique, l'association anticipe le rapprochement des « empires centraux » de l'Allemagne et de l'Autriche-Hongrie. Jusqu'au début de la Première Guerre mondiale, 407 sections sont formées. La priorité à cette époque est la construction de cabanes et de sentiers : en 1914 l'association possède 319 cabanes avec plus de 8 500 lits.

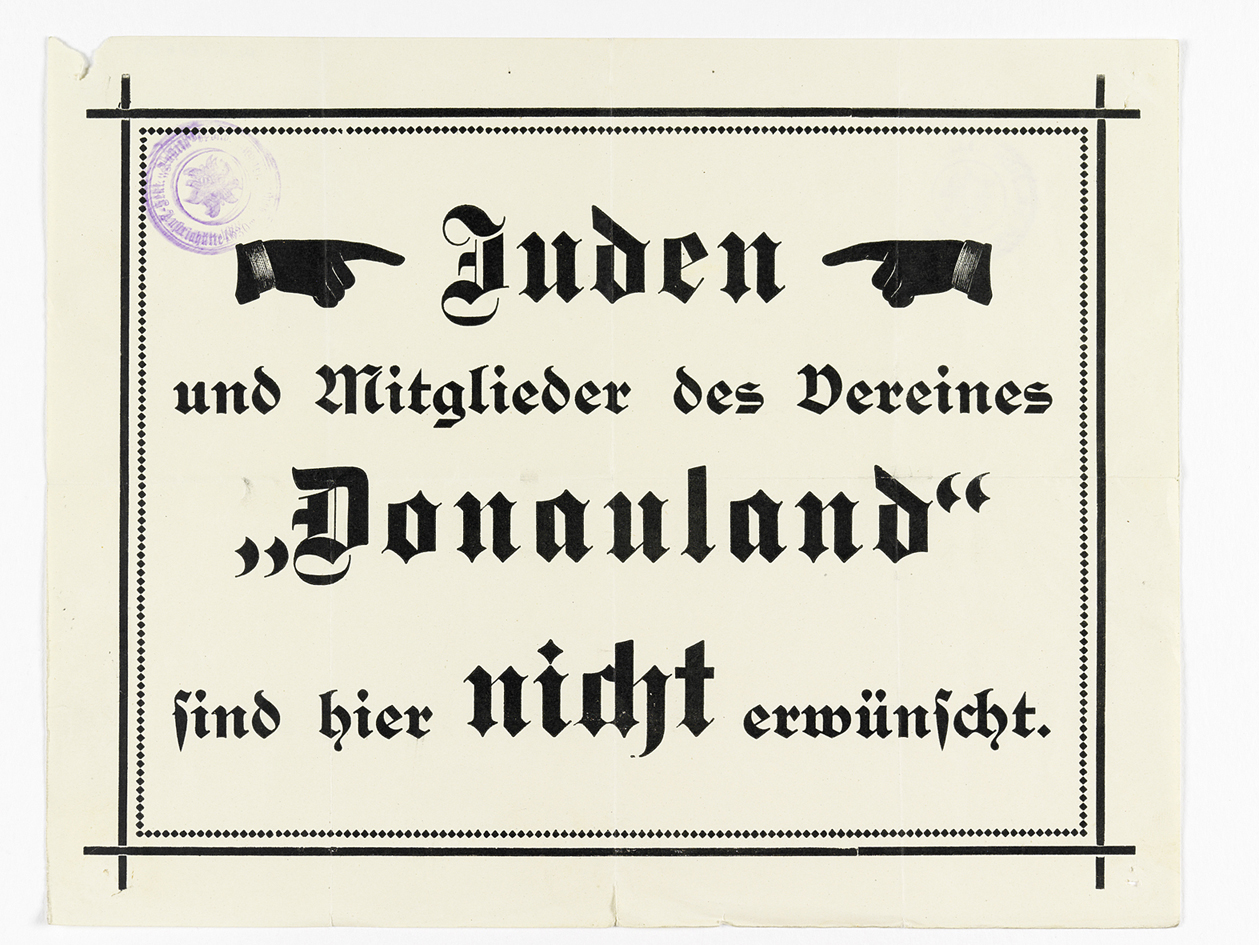
Affiche antisémite dans les refuges du DuOeAV.

Au fil des ans, l'association est caractérisée par une orientation nationaliste et antisémite. Depuis le début, des grimpeurs juifs, dont Gottfried Merzbacher ou Paul Preuss, ont joué un rôle important pour le développement de l'alpinisme. D'autre part, le paragraphe aryen était déjà utilisé dans certaines sections au début du XXe siècle. Dès 1905, la section viennoise du Club alpin germano-autrichien stipule dans un statut que seuls les Allemands d'origine aryenne pouvaient devenir membres. En 1907 et 1910, les sections académiques de Vienne et de Munich interdisent également l'adhésion des Juifs, et d'autres ont suivi. 
En 1921, le national-socialiste Eduard Pichl, soutenu par Walter Riehl, devint président de la section autrichienne de l'association et commence à faire respecter le paragraphe aryen. La même année, la Sektion Donauland est créée, dans laquelle se rassemblent de nombreux grimpeurs juifs expulsés comme Viktor Frankl, Fred Zinnemann et Joseph Braunstein. En 1924, cette section a été exclue de l'ensemble de l'association et 98 des 110 sections du Club alpin autrichien ont désormais officiellement introduit le paragraphe aryen. Les Juifs n'étaient pas autorisés à être membres ou à se divertir dans les huttes du club.
Le Club alpin germano-autrichien, qui avait son siège à Stuttgart de 1933 à 1937, a d'abord pu échapper à l'accès direct de la Fédération nationale-socialiste pour l'éducation physique en raison de sa position internationale. En 1938, après l'annexion de l'Autriche et des Sudètes, l'association est incorporée à la Fédération nationale-socialiste pour l'éducation physique en tant qu'association d'alpinisme. Arthur Seyss-Inquart devient dirigeant du club. Après la fin de la guerre, l'association est dissoute.
En 1945, le Club alpin autrichien est rétabli. Jusqu'au rétablissement du Club alpin allemand en 1952, il gère en fiducie les actifs et les biens immobiliers des sections du Reich et de l'Allemagne fédérale.
Les associations du Club alpin autrichien, du Club alpin allemand ainsi que du Club alpin sud-tyrolien se décrivent aujourd'hui comme des amis et travaillent en étroite collaboration.